# Peralta (Repubblica Dominicana)
Peralta è un comune della Repubblica Dominicana di 11.462 abitanti, situato nella Provincia di Azua.